# Phan Anh Việt
Phan Anh Việt là một sĩ quan cao cấp của Quân đội nhân dân Việt Nam, hàm Trung tướng, từng là Tổng cục phó Tổng cục Tình báo, Phó giám đốc Học viện Quốc phòng.

## Tiểu sử
Phan Anh Việt là con trai út của Thiếu tướng Phan Văn Đường, người gốc Quảng Ngãi, nguyên Phó Chính uỷ Quân khu 4, Ủy viên Thường trực Ủy ban Kiểm tra Đảng uỷ Quân sự Trung ương. Gia đình ông là gia đình có truyền thống quân ngũ, các anh chị của ông đều nhập ngũ hoặc công tác trong quân đội. Khi còn trẻ, ông tham gia học tập và huấn luyện tại Trại trẻ Quân khu 4. Năm 1979, sau khi rời Trại trẻ, ông nhập ngũ vào Sư đoàn 441, huấn luyện tại Khe Lang (Hà Tĩnh). Trước năm 2009, khi còn mang quân hàm Đại tá, Phan Anh Việt là Cục trưởng Cục 12, Tổng cục II. Năm 2009, ông được thăng hàm Thiếu tướng. Từ năm 2009 đến tháng 5 năm 2015, ông là Tổng cục phó Tổng cục Tình báo. Sau đó, ông được bổ nhiệm làm Phó giám đốc Học viện Quốc phòng. Năm 2017, ông được thăng quân hàm Trung tướng.

## Lịch sử phong quân hàm
| Năm thụ phong |        | 2009        | 2017        |
| ------------- | ------ | ----------- | ----------- |
| Cấp bậc       | Đại tá | Thiếu tướng | Trung tướng |

## Gia đình
- Cha: Phan Văn Đường, hàm Thiếu tướng, nguyên Phó Chính uỷ Quân khu 4, Ủy viên Thường trực Ủy ban Kiểm tra Đảng uỷ Quân sự Trung ương.
- Mẹ: Nguyễn Thị Huầy.[12]
- Anh trai:[5]
  - Phan Nam, nguyên Tiểu đoàn trưởng thuộc Lữ đoàn Công binh 414, Quân khu 4.
  - Phan Tử Bình, hàm Đại tá, Phó hiệu trưởng Trường 17, Tổng cục Kỹ thuật.
- Chị gái:[5]
  - Phan Thị Cẩm Vân, hàm Trung tá, bác sĩ Bệnh viện Quân y 175.
  - Phan Thị Hải Dương, bác sĩ Bệnh viện Quân y 4.